# Ngaio Marsh

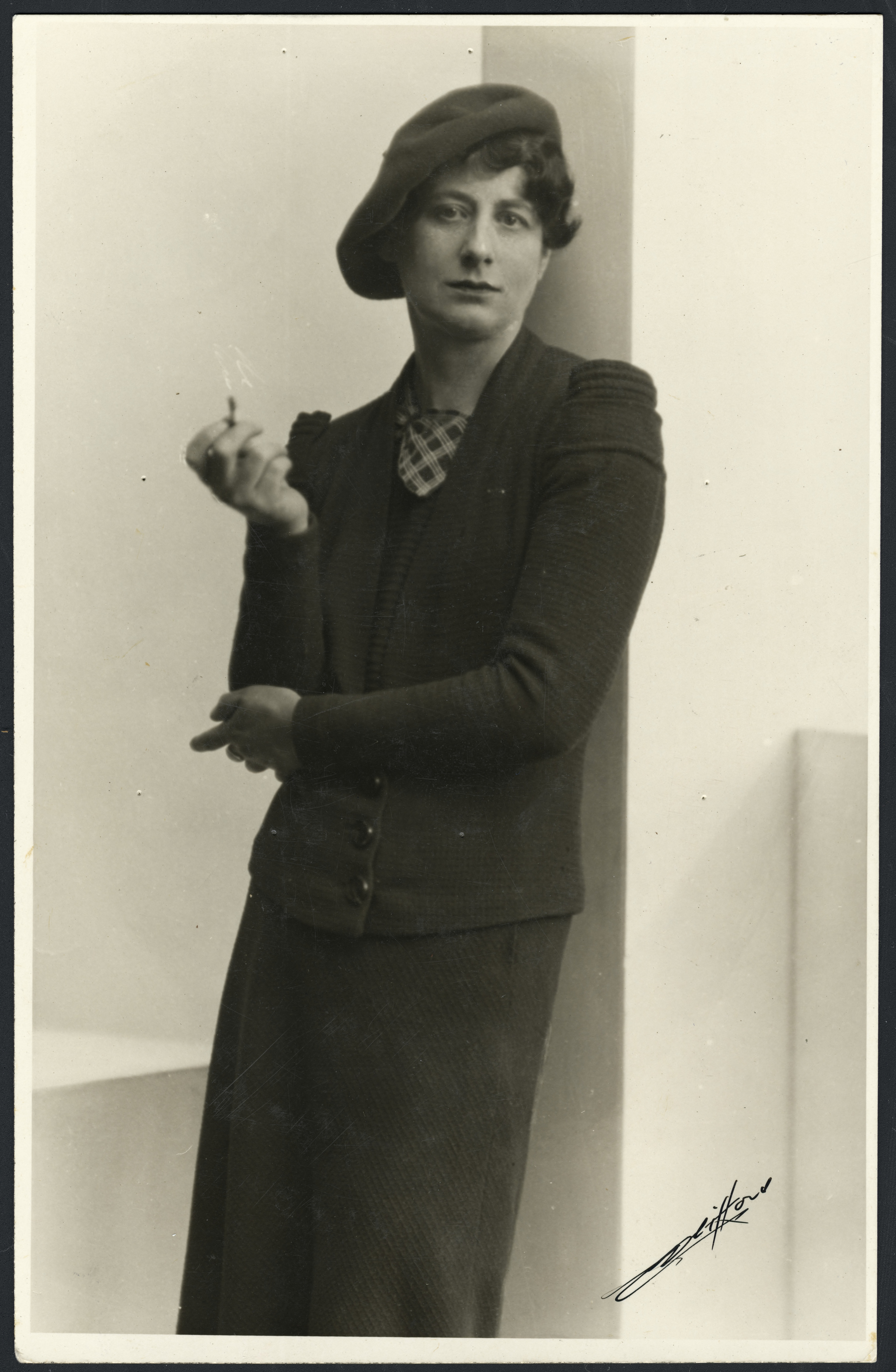
Ngaio Marsh, ca. 1935

Dame Edith Ngaio Marsh DBE (* 23. April 1895 in Merivale, Christchurch; † 18. Februar 1982 in Christchurch, Neuseeland) war eine neuseeländische Schriftstellerin, Schauspielerin und Theaterregisseurin.
Marsh gilt als eine der bedeutenderen Verfasserinnen der klassischen Detektivgeschichten, wie sie vor allem von britischen Autoren in der Zeit zwischen den beiden Weltkriegen verfasst wurden. Marsh schrieb zwischen 1934 und 1982 32 Detektivromane. Viele davon spielen im Theatermilieu, häufig drehen sie sich um Shakespeare’sche Dramen. Serienheld von Ngaio Marsh ist Roderick Alleyn, wie der Prototyp vieler englischer Autoren von adeliger Abstammung, zugleich aber Inspektor bei Scotland Yard. Die Mystery Writers of America (MWA) nominierten Marsh zwei Mal für den Edgar Allan Poe Award. 1978 erhielt Marsh die höchste Auszeichnung der MWA, den Grand Master Award, für ihre Leistung für die Kriminalliteratur.
Marsh persönlich war ihre Arbeit als Theaterregisseurin und Mentorin von Schauspielern wichtiger als ihre schriftstellerische Laufbahn. Sie setzte sich über mehrere Jahrzehnte dafür ein, in Neuseeland eine feste Schauspielgruppe zu etablieren. Eines der ersten festen Theaterhäuser in Christchurch wurde nach ihr Dame Ngaio Marsh Theatre benannt. 1966 wurde Marsh „für ihre Leistungen auf dem Theatersektor“ von Königin Elisabeth II. als Dame Commander of the Order of the British Empire geadelt.

## Leben

### Familie und Kindheit

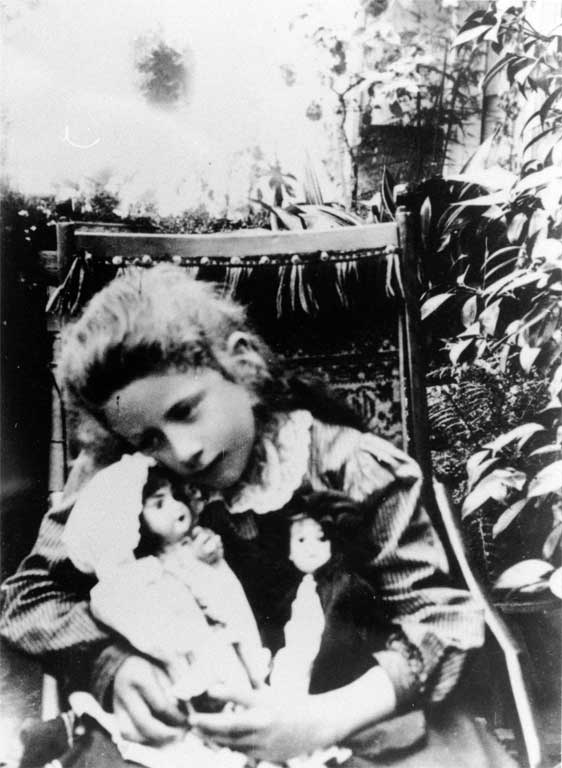
Ngaio Marsh mit zwei Puppen, ca. 1905

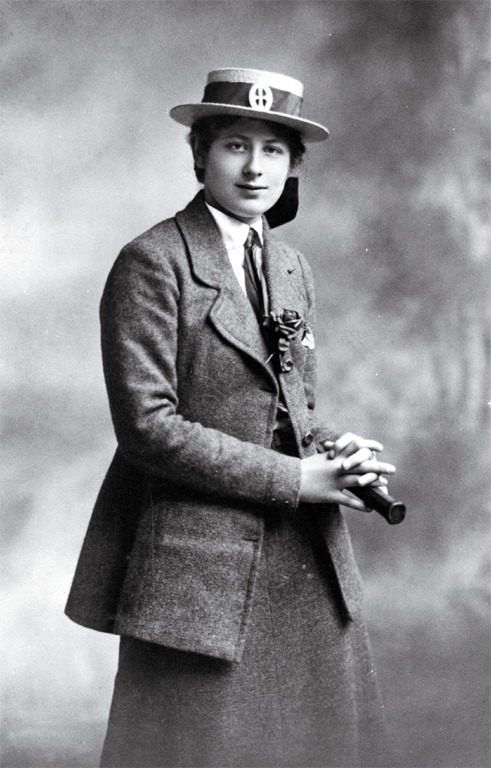
Ngaio Marsh als Vertrauensschülerin in der Uniform des St. Margaret's College, etwa zwischen 1910 und 1914

Marshs Vater Henry Edmund Marsh entstammte einer britischen Familie, die ihre Herkunft sowohl auf die Familie de Marisco, eine der Piraterie nachgehende Familie der Insel Lundy, als auch auf Richard Stephen March, einen Höfling aus der Zeit Charles’ II., zurückführte. Die Familie war verarmt; ihr Vater hatte in London eine Banklehre absolviert und war 1888 nach Neuseeland emigriert. Seine berufliche Laufbahn war allerdings nicht sonderlich erfolgreich: Er blieb zeitlebens einer der unteren Angestellten der Bank of New Zealand.
Ngaio Marshs Großvater mütterlicherseits Edward Seager hatte verschiedene öffentliche Ämter in Christchurch wahrgenommen, Rose Elizabeth Seager – die Mutter von Ngaio Marsh – war das fünfte von insgesamt elf Geschwistern und hatte als junge Frau auf der Bühne gestanden. Ihre Bühnenkarriere gab sie auf, als sie 1894 Henry Marsh heiratete.
Marsh lernte mit etwa vier Jahren Lesen und besuchte ab dem sechsten oder siebten Lebensjahr eine private Grundschule, die sie 1907 abschloss. Danach engagierten ihre Eltern eine Gouvernante für ihre einzige Tochter, die sie unter anderem mit Shakespeare bekannt machte. Sie wurde außerdem im Klavierspielen unterrichtet und erhielt Zeichen- und Malunterricht. Als sie 1910 im St. Margaret's College, einer weiterführenden Schule, eingeschrieben wurde, geschah dies auch mit der Erwartung, dass Ngaio Marsh eine künstlerische Karriere verfolgen würde.

### Erste Erfolge als Regisseurin und Autorin
St. Margaret's war eine neue und teure Privatschule für Mädchen, die von Nonnen einer anglikanischen Ordensgemeinschaft geführt wurde. Marsh erkannte erst später das finanzielle Opfer, das ihre Eltern brachten, als sie ihr einziges Kind an dieser Schule anmeldeten, die für ihre Ausbildung berühmt war. Marsh reüssierte an dieser Schule: Ihre Faszination mit Shakespeare wurde weiter verfestigt, sie wurde Ko-Herausgeberin des Literaturmagazins der Schule, wurde in einem nationalen Essay-Wettbewerb ausgezeichnet und zur Vertrauensschülerin gewählt. Die Schule förderte außerdem ihre Begeisterung für das Theater. Ngaio schrieb ein kurzes Theaterstück für die unteren Klassen und führte Regie, als es aufgeführt wurde. The Moon Princess, ein Stück, das ebenfalls von ihr geschrieben und im Freundeskreis aufgeführt wurde, erhielt sogar Besprechungen in der lokalen Zeitung. Als Anerkennung erhielt Marsh von ihrem Großvater unter anderem ein Samt-Jacket, das angeblich dem großen Shakespeare-Mimen Edmund Kean gehört haben sollte. Viele Jahre später überreichte Marsh dieses Jacket Sir Laurence Olivier anlässlich der Aufführung seines Richards III. in Christchurch.
Nachdem sie die Oberstufe von St. Margaret's erfolgreich abgeschlossen hatte, schrieb sie sich 1913 an der neuseeländischen Kunstakademie Canterbury College School of Art ein. Die Ausbildung der Studenten folgte einem Lehrplan, der eng an die britische Royal Academy of Arts angelehnt war. Die Ausrichtung an traditionellen und europäischen Kunstvorstellungen entsprach Marshs künstlerischen Vorstellungen. Sie gewann mehrere Auszeichnungen und Stipendien, die ihr das Studium ermöglichten. 1919 schloss sie ihr Studium ab und lebte zunächst wieder bei ihren Eltern. Während des Studiums hatte sie gelegentlich durch Nachhilfe und einige kleinere journalistische Arbeiten Geld verdient. Die Aufführungen der „Allan Wilkie Shakespeare Company“, einer Tourneetheatergruppe, die in Christchurch gastierte und die unter anderem die Shakespeare-Stücke Hamlet, Ein Sommernachtstraum, Wie es euch gefällt und Was ihr wollt aufführte, inspirierte sie, ein melodramatisches Stück mit dem Titel The Medaillon zu verfassen, das sie dem Intendanten Allan Wilkie zusandte. Dieser bat sie daraufhin um ein Treffen. Wenige Wochen später bot Wilkie ihr an, in seinem Ensemble kleinere Rollen zu übernehmen, wenn die Theatergruppe nach Neuseeland zurückkehren würde, um modernere Stücke zu zeigen.

### Schauspielerin
Marsh hatte ihr Bühnendebüt als professionelle Schauspielerin im April 1920. Gemeinsam mit der Theatergruppe bereiste sie ganz Neuseeland und spielte in zahlreichen Stadthallen. In den folgenden Monaten lernte sie viel über Theaterarbeit: wie Schauspieler kooperieren, wie sie auf einen Höhepunkt hinarbeiten, wie sie Pausen einsetzen, aber auch wie eine eng zusammenlebende Gruppe miteinander auskommt. Der Kriminalroman Champagner-Mord (Vintage Murder), den Marsh 18 Jahre später veröffentlichte, ist dem Ehepaar Wilkie gewidmet, dem sie und ihre Eltern über lange Jahre freundschaftlich verbunden blieben.
Nach ihrer Zusammenarbeit mit der Wilkie-Theatergruppe konzentrierte sich Marsh überwiegend auf das Malen. Sie stellte gemeinsam mit einer Gruppe von Freunden aus ihren Akademietagen aus, schrieb daneben Artikel für Zeitungen, versuchte sich an Kurzgeschichten und begann einen Roman. Daneben spielte sie in Amateurstücken mit oder arbeitete als Regisseurin mit Laienschauspielgruppen zusammen.

### Aufenthalt in Großbritannien

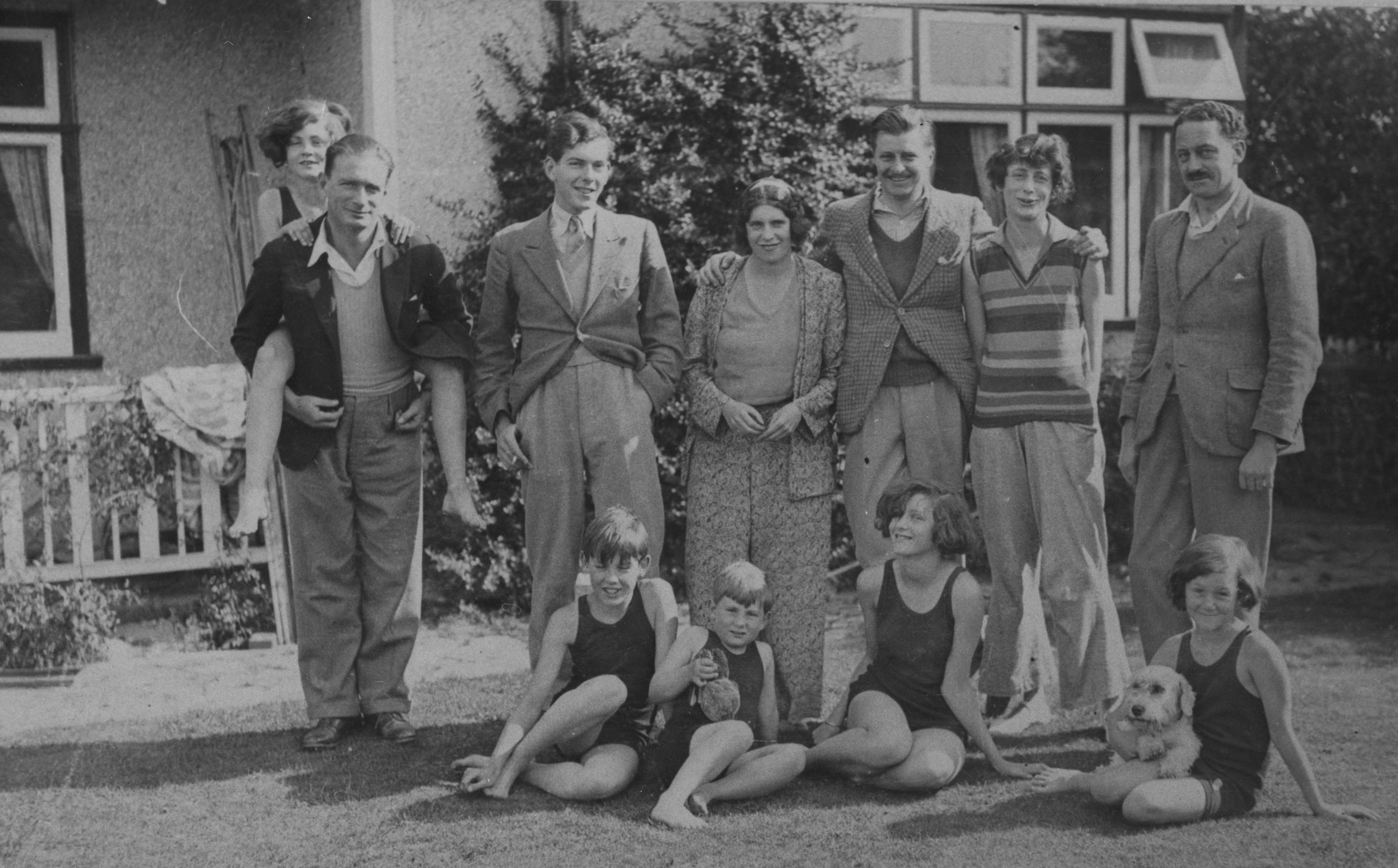
Ngaio Marsh mit den Familien Rhodes und Plunket. Nelly Rhodes steht in der Mitte der Gruppe, Ngaio Marsh ist die zweite von rechts

Zu den engeren Bekannten der Familie Marsh gehörten Tahu Rhodes, Sohn einer wohlhabenden und bekannten Christchurcher Familie, und seine Frau Helen oder „Nelly“. Das Ehepaar lebte mit seinen fünf lebhaften Kindern auf Meadowbank, einer großen Schaffarm in der Nähe von Christchurch. Ngaio Marsh verbrachte viel Zeit bei den Rhodes und war auch Taufpatin des jüngsten Rhode-Nachwuchses. 1927 verkaufte das Ehepaar allerdings seinen Besitz in Neuseeland und kehrte nach Großbritannien zurück. Sie luden Marsh ein, ihnen dorthin zu folgen. Marsh hatte aus ihrer journalistischen Arbeit und aus dem Verkauf ihrer Gemälde etwas Geld sparen können. Es war ihr außerdem gelungen, einen Auftrag für ein paar Reise-Artikel zu erhalten, die in Neuseeland erscheinen sollten. Ermutigt von ihren Eltern reiste sie im September 1928 an Bord des Frachtschiffes Balkanland nach Großbritannien ab, wo sie 10 Wochen später ankam. Während der nächsten fünf Jahre lebte Ngaio Marsh im Umfeld der Rhodes. Gemeinsam mit Nelly Rhodes eröffnete sie 1929 einen kleinen kunstgewerblichen Laden in der Londoner Brompton Road, in dem sie unter anderem Lampenschirme, Lacktabletts und Ähnliches verkauften. Marsh arbeitete kurzzeitig sogar als Model für einen britischen Modedesigner. In London fand Ngaio Marsh nicht nur viel Gelegenheit, moderne Theaterstücke wie Luigi Pirandellos Sechs Personen suchen einen Autor zu sehen, sondern auch mehr Zeit ihrem Schreiben zu widmen.

### Der erste Kriminalroman
Noch während ihres Aufenthalts in Großbritannien begann Marsh, angeregt von der Lektüre eines Kriminalromans, einen eigenen zu verfassen. Handlungsort ist ein englisches Landhaus. Eine Gruppe von Personen findet sich dort ein, um ein Wochenende gemeinsam zu verbringen. Die Figuren sind von Personen inspiriert, die Marsh durch die Rhodes kennengelernt hatte. Auch wenn Dubose Marshs ersten Kriminalroman Das Todesspiel (A Man Lay Dead) nicht überzeugend nennt, weil die Handlung Unstimmigkeiten aufweist, folgte er doch den Regeln der klassischen Detektivgeschichten, wie sie vor allem von britischen Autoren im Zeitraum 1920 bis 1940 verfasst wurden. Roderick Alleyn, ihr Scotland Yard-Inspektor adeliger Abstammung, ist in diesem Kriminalroman erstmals der Protagonist. Marsh übergab das Manuskript Edmund Cork, der auch Agatha Christie betreute und der es im Verlag Blues platzierte, wo es 1934 erschien.
Eine schwere Erkrankung ihrer Mutter veranlasste Marsh im August 1932, nach Christchurch zurückzukehren. Drei Monate später starb ihre Mutter. Während Marsh wieder zu malen begann, erfuhr sie aus Großbritannien, dass ihr Verleger an weiteren Büchern interessiert sei, und sie begann, weitere Romane zu schreiben. Ihre nächsten zwei Bücher, Schuss im Theater (Enter a Murderer) und Mord in der Klinik (The Nursing Home Murder) erschienen 1935. Letzterer Roman war von einer gynäkologischen Operation inspiriert, der sich Marsh unterziehen musste und die es ihr unmöglich machte, schwanger zu werden. 1937, nachdem sie ihren ersten in Neuseeland spielenden Kriminalroman (Der Champagner-Mord, Originaltitel Vintage Murder) abgeschlossen hatte, ging sie für kurze Zeit nach Großbritannien zurück. Unmittelbar zu Beginn des Zweiten Weltkriegs kehrte sie nach Neuseeland zurück und unterstützte die Kriegsanstrengungen der Alliierten als Ambulanzfahrerin für das Rote Kreuz.

### Theaterregisseurin
Marshs Karriere als Theaterregisseurin, für die sie von Königin Elisabeth 1966 mit dem Titel einer Dame Commander of the Order of the British Empire geadelt wurde, begann eher beiläufig. 1941 wurde sie von Studenten der Canterbury University College Drama Society angesprochen, ob sie nicht mit ihnen ein Stück produzieren würde. Trotz fehlender Ausstattung und nur mäßig talentierten Schauspielern entdeckte Marsh dabei, wie sehr sie es schätzte, mit jungen Schauspielern und Bühnenleuten zusammenzuarbeiten. 1943 kamen Studenten dieses Universitätstheaters erneut auf sie zu und Marsh sagte ihnen Unterstützung zu, sofern die Studenten sich für eine Aufführung von Shakespeares Hamlet entscheiden würden. Obwohl die Sorge bestand, dass neuseeländische Zuschauer sich für dieses mehrere hundert Jahre alte Stück nicht begeistern würden, gelang der Truppe mit der Aufführung ein großer Erfolg. Diesem ersten Erfolg schlossen sich weitere Inszenierungen von Shakespeare-Stücken wie Othello, Sommernachtstraum, Henry V und Macbeth an, für deren Aufführung sie Neuseeland bereiste. Sie war bekannt für ihren Einsatz, in Neuseeland eine feste Theatergruppe zu etablieren, und in Anerkennung für ihre Leistungen wurde sie beauftragt, am Canterbury University College eine Reihe von Workshops zu halten. Sie leitete außerdem die erste feste Schauspielschule Neuseelands.
Marsh fühlte sich vor allem dem traditionellen britischen Theater verbunden, während sie sich gegenüber dem zeitgenössischen Theater wenig aufgeschlossen zeigte. Sie bewies jedoch eine sichere Hand bei der Auswahl von Schauspielern; eine Reihe von ihnen hatten später Bühnen- und Filmerfolge in London, New York und Hollywood. Ihre Bühnenarbeit finanzierte sie auch mit der erfolgreichen Vermarktung weiterer Kriminalromane. Die Kriminalromane Colour Scheme (dt. Bei Gefahr Rot) und Died in the Wool (1945, keine deutsche Übersetzung) spielen in Neuseeland, wo ihr Protagonist während des Zweiten Weltkrieges für den militärischen Geheimdienst arbeitet.

### London und erneute Rückkehr nach Neuseeland
1948 starb Marshs Vater und die mittlerweile 53-jährige Marsh hatte nun keine familiären Pflichten in Neuseeland mehr. Mitte Juli 1949 kehrte sie nach London zurück. Ihr Verleger William Collins richtete gemeinsam mit dem Penguin-Verlag eine Marsh Millions Party aus, weil mittlerweile zehn ihrer Bücher eine Auflage von jeweils 100.000 Exemplaren erreicht hatte. Der Verkauf ihrer Bücher und ihre wiederholten Auftritte in Radioprogrammen der BBC erlaubten ihr nun auch ein luxuriöseres Leben. Sie kaufte den ersten einer Reihe von Jaguars und war in der Londoner Nachbarschaft dafür bekannt, elegant gekleidet mit einer Siamkatze an der Leine spazieren zu gehen. Sie erhielt den Auftrag, eine Bühnenfassung von A Surfeit of Lampreys (dt. Tod im Lift, 1941) zu inszenieren. Die Inszenierung wurde von den Londoner Theaterkritikern allerdings wenig enthusiastisch aufgenommen. Bessere Kritik erhielt ihre Inszenierung des Pirandello-Stücks Sechs Personen suchen einen Autor.
1949 gründete Marsh die British Commonwealth Theatre Company, um mit einer Truppe junger Schauspieler die Antipoden zu bereisen und dort Stücke aufzuführen. Die Tour wurde allerdings zu einem Fiasko. Marsh, die 1951 nach Neuseeland zurückkehrte, schob die Schuld dafür ungeeigneten Aufführungsräumen zu. Aber selbst in Christchurch, wo die Aufführungsbedingungen überdurchschnittlich gut waren, gelang es der Schauspielertruppe nicht, ausreichendes Zuschauerinteresse zu wecken.

### Die letzten zwei Lebensjahrzehnte
Bis 1974 verbrachte Ngaio Marsh immer wieder längere Zeit in Großbritannien. Dort und auf ihren weltweiten Lesereisen trat sie als glamouröse und anpassungsfähige Kriminalautorin auf, die auf Drinks bei Princess Margaret und zum Abendessen bei Laurence Olivier und Anthony Quayle eingeladen wurde. In Christchurch dagegen wurde sie primär als hart arbeitende und nachlässig gekleidete Theaterproduzentin wahrgenommen, die gerne in ihrem weitläufigen Garten herumwerkelte und an ihren Romanen arbeitete. Glamouröse Auftritte blieben auf offizielle Anlässe und ihre gelegentlichen Cocktailparties begrenzt. 1966 erschien ihre Autobiografie Black Beach and Honeydew, die sie auf Drängen ihres Freundes und Verlegers William Collins geschrieben hatte. Sie selber war mit ihrem Werk nicht zufrieden und es fand auch weder bei ihrem Lesepublikum noch bei den Kritikern Gefallen.
1966 wurde Ngaio Marsh von Queen Elizabeth zur Dame Commander of the British Empire (D.B. E) ernannt. Denys Rhodes, Sohn ihrer alten Freunde Tau und Nelly Rhodes, der am Königshofe verkehrte, spielte ihr anlässlich ihrer feierlichen Aufnahme in diesen britischen Ritterorden einen Streich. Er ließ Queen Elizabeth ausrichten, dass Ngaio Marsh schwer gehbehindert sei und es vorziehe, mit Edith angesprochen zu werden. Entsprechend wurde am Hofe veranlasst, dass Ngaio Marsh zu einem Seiteneingang des Buckingham Palastes gebracht wurde, wo ein Diener mit einem Rollstuhl auf sie wartete.
Gegen Ende des Jahres 1972 inszenierte Ngaio Marsh in Neuseeland ihr letztes Shakespeare-Stück. Die Arbeiten zu Henry V. erwiesen sich für sie allerdings als äußerst anstrengend. Wenig später stürzte sie schwer in ihrem Haus und wenig später ein zweites Mal in ihrem abschüssigen Garten. 1974 reiste sie das letzte Mal nach England. Sie wurde nun auch offiziell Mitglied des Detection Clubs, der seit 1928 bestand und zu dessen Gründungsmitgliedern so angesehene Kriminalautoren wie Anthony Berkeley, Agatha Christie, Dorothy L. Sayers, Henry Wade und Freeman Wills Crofts gehörten. Gemeinsam mit Julian Symons und Harry Keating begab sie sich auf eine Lesereise, musste aber letztlich eingestehen, dass es ihr gesundheitlich nicht gut ging. Kurz darauf wurde eine Krebserkrankung bei ihr diagnostiziert und sie wenig später am Londoner King’s College Hospital operiert. Von dieser Operation erholte sie sich nur langsam und wenig später erlitt sie auch noch einen Leistenbruch. Sie litt außerdem an Gicht, ihr Gehör war zunehmend eingeschränkt und schließlich zwangen sie Augenprobleme dazu, auf Autofahrten mit ihrem Jaguar zu verzichten. Im Mai 1977, als sie wegen Herzproblemen und einer Thrombose ins Krankenhaus eingeliefert wurde, erschien in London bereits ein verfrühter Nachruf auf sie. Im Juni 1980 zwang sie ein Herzinfarkt erneut zu einem Krankenhausaufenthalt und wieder erschien eine Reihe verfrühter Nachrufe. Photo Finish (dt. Applaus zum bitteren Ende, 1980), ihr aktuellster Kriminalroman, wurde parallel dazu positiv besprochen. Ihr letzter Kriminalroman Light Thickens (dt. Mord vor vollem Haus) wurde Weihnachten 1981 fertig. Der Hintergrund des Romans ist eine Macbeth-Inszenierung. Am 3. Februar benachrichtigte ihr Literaturagent sie, dass der Roman zur Veröffentlichung akzeptiert worden war, verschwieg ihr jedoch, dass der Verleger eine umfangreichere Überarbeitung forderte. Wenige Tage später, am 18. Februar 1982 starb Marsh in ihrem Haus in Christchurch.

## Einordnung des schriftstellerischen Werkes

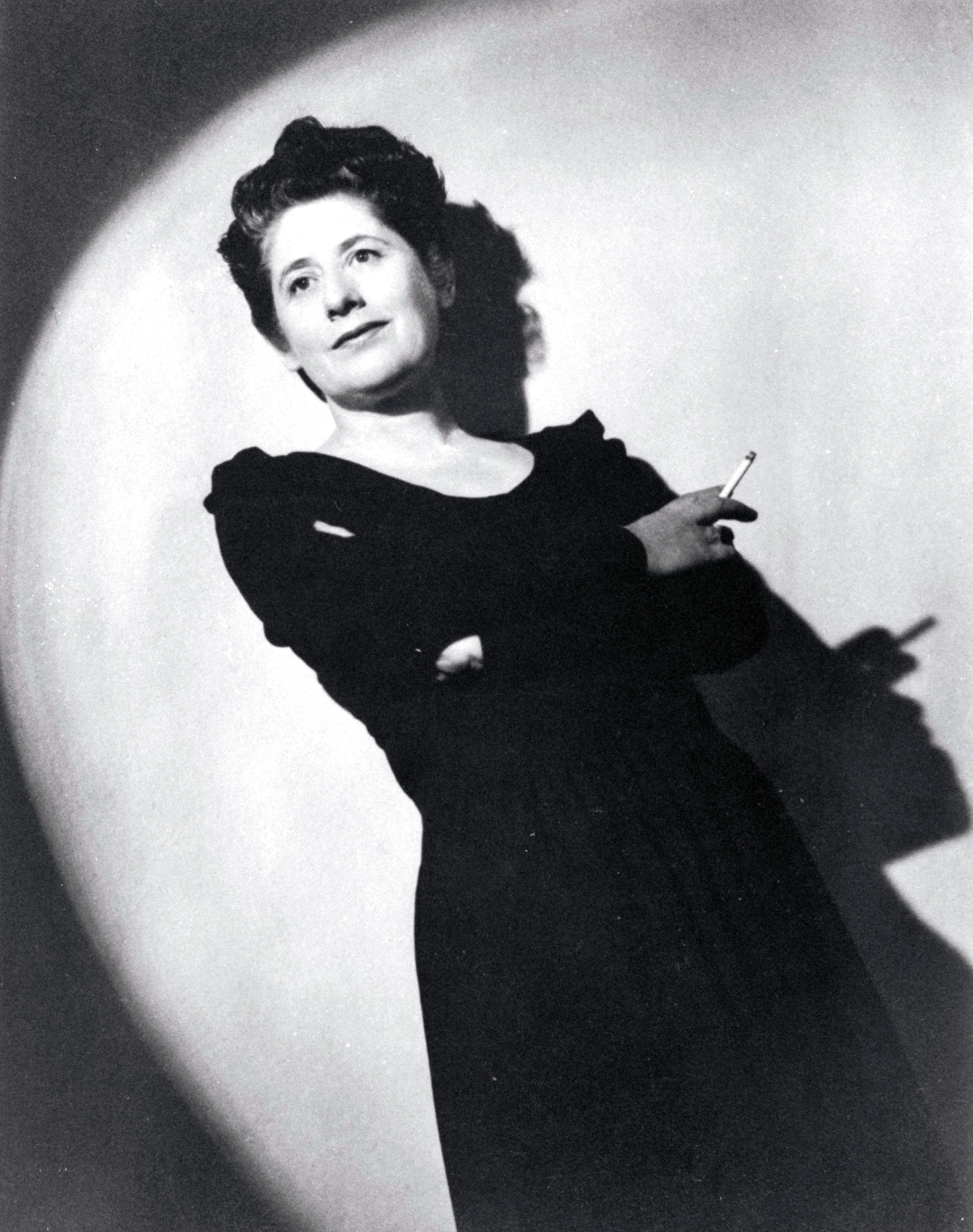
Ngaio Marsh in den 1940er Jahren

Wenige Autoren von Kriminalromanen haben ihre Handlung so häufig in der Theaterwelt angesiedelt. Fünf der insgesamt 32 Kriminalromane haben als Handlungsort ein Theater: „Ein Schuss im Theater“ (Enter a Murderer), „Champagner-Mord“ (Vintage Murder), „Donnerstag Premiere“ (Opening Night), „Der Handschuh“ (Death at the Dolphin) und ihr letzter Kriminalroman „Mord vor vollem Haus“ (Light Thickens). Drei weitere drehen sich um Stars der Bühne: „Letzter Applaus“ (Final Curtain), „Miss Bellamy stirbt“ (False Scent) und „Applaus zum bitteren Ende“ (Photo Finish). Bei zwei weiteren ihrer Romane ist die Aufführung einer Laienspielgruppe wesentlich für die Handlung: Ouvertüre zum Tod (Overture to Death) und „Der Tod und der tanzende Diener“ (Death and the Dancing Footman). Die New York Times-Kritikerin schrieb über Marsh, dass es kaum einem anderen Autor gelänge, die Atmosphäre eines Theaters einzufangen oder die technischen Rahmenbedingungen einer Bühnenproduktion zu vermitteln. Ihr wichtigster Protagonist, Inspektor Alleyn, zitiert außerdem gewohnheitsmäßig Shakespeare und löst Fälle unter anderem durch Nachspielen der Mordsituation. Letztlich folgen ihre Romane auch einer spezifischen Struktur. Martha Halley Dubose weist außerdem darauf hin, dass jeder ihrer Kriminalroman zu einem bestimmten Grad ein dreiaktiges Schauspiel sei: Im ersten Akt wird eine begrenzte Zahl von Charakteren eingeführt und ein Mord geschieht. Im zweiten Akt ermittelt ein Detektiv und eine Vielzahl unterschiedlicher Mordmotive wird aufgedeckt. Im dritten Akt schließlich verkleinert sich zunehmend die Zahl der Mordverdächtigen und schließlich wird auf dem Höhepunkt der Täter entlarvt. Dubose weist zwar darauf hin, dass diese Erzählweise generell für einen Kriminalroman nicht untypisch sei. Nur wenigen Autoren gelinge es jedoch, so klar diese drei Phasen voneinander abzusetzen. Nach Ansicht von Dubose nutzte Marsh diese Dreiteilung auch sehr gezielt, um intelligente Handlungsstränge zu entwerfen. Während ihr das Schreiben von Dialogen und der Entwurf glaubwürdiger Charaktere leicht fiel, war der Entwurf der Handlung für Marsh die größte Herausforderung beim Schreiben.
Literaturgeschichtlich wird Ngaio Marsh sehr unterschiedlich eingeordnet. Verehrer ihrer Werke weisen darauf hin, dass sie dazu beigetragen habe, dass Kriminalromane sich zu Werken entwickelten, in denen Psychologie und Charakterisierung der Figuren eine große Rolle spielten. Andere verweisen darauf, dass es ihr nicht gelinge, den Spannungsbogen aufrechtzuerhalten und die Handlung nach dem Mordereignis häufig öde und unnötig kompliziert sei. Am stärksten betonte dies Julian Symons, mit dem sie sich 1974 auf einer Lesetour eigentlich gut angefreundet hatte. Als Beispiel zitierte er ihren Kriminalroman Opening Night (dt. Donnerstag Premiere), dessen erste Hälfte er eine brillante Zeichnung der Intrigen nannte, die sich vor der Premiere einer neuen Inszenierung ereigne. Die zweite Hälfte des Romans, die sich mit der Lösung des Mordfalls beschäftige, stelle sich aber nicht wirklichkeitsnahen emotionalen Problemen, sondern verharre bei den offiziellen Untersuchungen und der Befragung der Verdächtigen. Der Roman verliere dadurch jeglichen Stimmungsbogen. Symons fügte hinzu, dass dieses Problem sich nicht auf ein einzelnes Werk von Ngaio Marsh begrenze. Martha Halley Dubose ergänzt dies mit der Kritik, dass nur wenige Kriminalautoren in der Lage seien, so schnell faszinierende Charaktere zu zeichnen, und nennt dafür als Beispiel die Figur Bloßer in Black As He’s Painted (dt. Schwarz wie die Nacht) und die Opernsängerin Isabella Sommita in Photo Finish (dt. Applaus zum bitteren Ende). Marsh sei jedoch immer den Konventionen des Kriminalromans verhaftet geblieben und deswegen gelinge es ihr in der Regel nicht, den Spannungsbogen aufrechtzuerhalten.

## Bewertung der eigenen schriftstellerischen Leistung
Obwohl sie den relativen Wohlstand zu schätzen wusste, den ihr ihre Schriftstellerei einbrachte, schätzte Marsh ihre Theaterarbeit immer als fertiger ein. In Neuseeland äußerte sie sich selber kaum zu ihren Kriminalromanen und hielt sogar öffentlich fest:

„Intellektuelle neuseeländische Freunde vermeiden taktvoll jegliche Erwägungen meiner veröffentlichten Werke und wenn sie mich mögen, dann kann ich nicht umhin zu fühlen, dass sie mich trotz deren Existenz mögen.“

Martha Halley Dubose hält fest, dass Marsh häufig des Snobismus bezichtigt wurde, weil ihre Kriminalromane das britische Klassensystem zu zelebrieren scheinen. Marshs wahrer Snobismus zeige sich in Wirklichkeit in der Geringschätzung des literarischen Genres, das ihr finanziell erlaubt habe, ihrer Theaterleidenschaft nachzugehen.

## Trivia
Der britische Krimi-Autor Julian Symons widmete Ngaio Marsh seinen 1975 erschienenen Roman A three-pipe problem. Gemeinsam mit Marsh befand er sich in den frühen 1970er Jahren auf einer Lesetour durch Großbritannien, bei der sie ihre jeweiligen Bücher interessierten Lesern vorstellten. Als er der damals bereits hochbetagten Marsh während einer Zugfahrt zurück nach London davon berichtete, dass er an einem neuen Kriminalroman arbeite, dessen Protagonist eng an Sherlock Holmes angelehnt sei, schlug sie ihm den Titel vor. Es handelt sich dabei um ein Zitat aus dem Conan-Doyle-Roman The Red-Headed League, einer Sherlock-Holmes-Kurzgeschichte.

## Werke

### Autobiographie und Erzählungen
- Black beech and honeydew. An autobiography. Collins, Auckland 1981, ISBN 0-00-216367-5.
- Tod im Äther. Gesammelte Stories („Death on the air and other stories“). Goldmann, München 1992, ISBN 3-442-05177-0.

### Roderick-Alleyn-Romane
- Das Todesspiel („A Man Lay Dead“). 3. Auflage. Goldmann, München 1986, ISBN 3-442-04990-3. Neu übersetzt von Holger Hanowell: Das Todesspiel. Ein Fall für Inspector Alleyn. Bastei Lübbe, 2019, ISBN 978-3-404-17891-9.
- Ein Schuss im Theater („Enter a Murderer“). Goldmann, München 1992, ISBN 3-442-11589-2. Neu übersetzt von Holger Hanowell: Ein Schuss im Theater. Ein Fall für Inspector Alleyn. Bastei Lübbe, 202, ISBN 978-3-404-17977-0.
- Mord in der Klinik („The Nursing Home Murder“). Goldmann, München 1993, ISBN 3-442-05040-8 und ISBN 3-442-05040-5.
- Tod in der Ekstase („Death in Ecstasy“). Goldmann, München 1987, ISBN 3-442-05016-2.
- Der Champagner-Mord („Vintage Murder“). 3. Auflage. Goldmann, München 1986, ISBN 3-442-04917-2.
- Mord im Atelier („Artists in Crime“). 5. Auflage. Goldmann, München 1991, ISBN 3-442-05000-6.
- Der Tod im Frack („Death in a White Tie“). 3. Auflage. Goldmann, München 1986, ISBN 3-442-04908-3.
- Ouvertüre zum Tod („Overture to Death“). Goldmann, München 1992, ISBN 3-442-11589-2.
- Tod im Pub („Death at the Bar“). 2. Auflage. Goldmann, München 1982, ISBN 3-442-04904-0.
- Tod im Lift („Surfeit of Lampreys“). Goldmann, München 1985, ISBN 3-442-04980-6 (früherer Titel Familie Lamprey).
- Der Tod und der tanzende Diener („Death and the Dancing Footman“). Übersetzung Ruth Feiner. Goldmann, München 1985, ISBN 3-442-04974-1.
- Bei Gefahr Rot („Colour Scheme“). Goldmann, München 1985, ISBN 3-442-04968-7.
- Died in the Wool. Neuaufl. St. Martin's Press, New York 1998, ISBN 0-312-96604-0.
- Letzter Applaus („Final Curtain“). Goldmann, München 1987, ISBN 3-442-05008-1.
- Mylord mordet nicht („Swing, Brother, Swing“). 4. Auflage. Goldmann, München 1991, ISBN 3-442-04910-5.
- Donnerstag Premiere („Opening Night“). 3. Auflage. Scherz Verlag, München 1983, ISBN 3-502-50932-8.
- Das Schloss des Mr. Oberon („Spinsters in Jeopardy“). 3. Auflage. Goldmann, München 1987, ISBN 3-442-04954-7.
- Stumme Zeugen („Scales of Justice“). Goldmann, München 1987, ISBN 3-442-05028-6.
- Der Tod des Narren („Off With His Head / Death of a Fool“). Goldmann, München 1983, ISBN 3-442-04946-6.
- Der Hyazinthen-Mörder („Singing in the Shrouds“). Goldmann, München 1987, ISBN 3-442-05036-7.
- Miss Bellamy stirbt („False Scent“). 2. Auflage. Scherz Verlag, München 1988, ISBN 3-502-51154-3.
- Fällt er in den Graben, fällt er in den Sumpf („Hand in Glove“). 3. Auflage. Goldmann, München 1986, ISBN 3-442-04912-1.
- Hinter den toten Wassern („Dead Water“). Goldmann, München 1987, ISBN 3-442-05033-2.
- Der Handschuh („Death at the Dolphin“). Goldmann, München 2003, ISBN 3-442-04934-2.
- Der Tod auf dem Fluß („Clutch of Constables“). 2. Auflage. Scherz Verlag, München 1981, ISBN 3-502-50814-3 (früherer Titel Im Steckbrief fehlt das Konterfei).
- Sterben inbegriffen („When in Rome“). 2. Auflage. Scherz Verlag, München 1981, ISBN 3-502-50814-3 (früherer Titel Im Preis ist Sterben inbegriffen).
- Der Tod eines Schneemanns („Tied up in Tinsel“). 2. Auflage. Scherz Verlag, München 1981, ISBN 3-502-50829-1.
- Schwarz wie die Nacht („Black as He's Painted“). 2. Auflage. Scherz Verlag, München 1982, ISBN 3-502-50851-8.
- Feines Ohr für falsche Töne („Last Ditch“). 2. Auflage. Scherz Verlag, München 1984, ISBN 3-502-50973-5.
- Zwischen Sarg und Grube („Grave Mistake“). 2. Auflage. Scherz Verlag, München 1985, ISBN 3-502-51008-3.
- Applaus zum bitteren Ende („Photo Finish“). Scherz Verlag, München 1983, ISBN 3-502-50898-4.
- Mord vor vollem Haus („Light Thickens“). 2. Auflage. Goldmann, München 1986, ISBN 3-442-04994-6.

### Verfilmungen einzelner Werke
- Sarah Pia Anderson (Regie): A man lay dead. 1993 (nach dem Roman Das Todesspiel).
- Martyn Friend (Regie): Final curtain. 1993 (nach dem Roman Letzter Applaus).
- Martyn Friend (Regie): Hand in glove. 1994 (nach dem Roman Fällt er in den Graben, fällt er in den Sumpf).
- Silvio Narizzano (Regie): Artists in Crime. 1990 (nach dem Roman Mord im Atelier).
- Silvio Narizzano (Regie): The nursing-home murder. 1993 (nach dem Roman Mord in der Klinik).
- Michael Winterbottom (Regie): Death at the bar. 1993 (nach dem Roman Tod im Pub).
- John Woods (Regie): Death in a white tie. 1993 (nach dem Roman Tod im Frack).

## Einzelbelege
1. 1 2  Martha Hailey Dubose: Women of Mystery. 2011, S. 246.
2. ↑  Martha Hailey Dubose: Women of Mystery. 2011, S. 227.
3. 1 2 3  Martha Hailey Dubose: Women of Mystery. 2011, S. 229.
4. 1 2  Martha Hailey Dubose: Women of Mystery. 2011, S. 231.
5. ↑  Martha Hailey Dubose: Women of Mystery. 2011, S. 233.
6. ↑  Martha Hailey Dubose: Women of Mystery. 2011, S. 234.
7. 1 2  Martha Hailey Dubose: Women of Mystery. 2011, S. 235.
8. ↑  Martha Hailey Dubose: Women of Mystery. 2011, S. 237.
9. 1 2  Martha Hailey Dubose: Women of Mystery. 2011, S. 239.
10. ↑  Martha Hailey Dubose: Women of Mystery. 2011, S. 241.
11. ↑  Martha Hailey Dubose: Women of Mystery. 2011, S. 244.
12. ↑  Martha Hailey Dubose: Women of Mystery. 2011, S. 243.
13. ↑  Blickpunkte vom Themseufer. In: Weltpresse. Unabhängige Nachrichten und Stimmen aus aller Welt / Weltpresse, 9. Juli 1949, S. 15 (online bei ANNO).
14. ↑  Martha Hailey Dubose: Women of Mystery. 2011, S. 245.
15. ↑  Martha Hailey Dubose: Women of Mystery. 2011, S. 248.
16. ↑  Martha Hailey Dubose: Women of Mystery. 2011, S. 250.
17. ↑  Martha Hailey Dubose: Women of Mystery. 2011, S. 252.
18. ↑  Martha Hailey Dubose: Women of Mystery. 2011, S. 253.
19. ↑  zitiert nach Martha Hailey Dubose: Women of Mystery. 2011, S. 235. Im Original lautet das Zitat; ... no other writer evokes the incense of the playhouse or describes the technical details of stage production with the degree of authenticity that Dame Ngaio achieved....
20. ↑  Martha Hailey Dubose: Women of Mystery. 2011, S. 236.
21. ↑  Julian Symons: Bloody Murder. From the Detective Story to the Crime Novel; a History. Pan Books, London 1994, ISBN 0-330-33303-8.
22. ↑  Martha Hailey Dubose: Women of Mystery. 2011, S. 254.
23. ↑  Martha Hailey Dubose: Women of Mystery. 2011, S. 246. Im Original lautet das Zitat: Intellectual Neu Zealand friends tactfully avoid all mention of my published work, and if the like me, do so, I cannot but feel, in spite of it.
24. ↑  Martha Hailey Dubose: Women of Mystery. 2011, S. 247.
25. ↑  Martha Hailey Dubose: Women of Mystery. 2011, S. 225.

| Personendaten    | Personendaten                                                           |
| ---------------- | ----------------------------------------------------------------------- |
| NAME             | Marsh, Ngaio                                                            |
| ALTERNATIVNAMEN  | Marsh, Edith Ngaio (vollständiger Name)                                 |
| KURZBESCHREIBUNG | neuseeländische Schriftstellerin, Schauspielerin und Theaterregisseurin |
| GEBURTSDATUM     | 23. April 1895                                                          |
| GEBURTSORT       | Merivale, Christchurch                                                  |
| STERBEDATUM      | 18. Februar 1982                                                        |
| STERBEORT        | Christchurch, Neuseeland                                                |